# Medicul și vraciul
Medicul și vraciul (titlul original: în italiană Il medico e lo stregone) este un film de comedie coproducție italo-franceză, realizat în 1957 de regizorul Mario Monicelli, protagoniști fiind actorii Vittorio De Sica, Marcello Mastroianni, Alberto Sordi. Coloana sonoră a filmului este semnată de Nino Rota.

## Conținut
Tânărul doctor Francesco, sosește în satul (imaginar) Pianetta din provincia Avellino, ca medic de circumscripție, dar imediat se lovește de concurența lui Don Antonio, considerat un tămăduitor care profită de ignoranța și superstiția localnicilor, care îl cred capabil de a le rezolva problemele „corpului și a sufletului”. Divergențele dintre medic și vraci, atrag și refuzul localnicilor de a lăsa copiii să fie vaccinați de doctor, împotriva tifosului. Nici măcar primarul satului nu are curajul să ia poziție în favoarea doctorului, pentru că sora sa Mafalda, îl vizitează frecvent pe Don Antonio spre a afla știri despre logodnicul ei Corrado, dispărut pe frontul rus în timpul ultimului război. 
Văzându-și prestigiul amenințat de noul venit, Don Antonio recurge la un truc, se înțelege cu un bătrân să se prefacă că e grav bolnav și desigur, nu doctorul va reuși să-l vindece ci vraciul, blamând prin asta medicul. Acesta își ia însă revanșa când se pare că Scarrafone, asistentul lui Don Antonio, a vândut o poțiune pentru dragoste menajerei sale Pasqua, care era îndrăgostită în secret de Francesco. Aceasta pune pe ascuns poțiunea în ceaiul doctorului, intoxicându-l grav. Ajunși la judecată, Scarrafone aruncă vina pe Don Antonio, dar nu riscă să dovedească acuzațiile sale. 
Descurajat și obosit, Francesco decide să lase totul baltă și să plece din satul care nu l-a acceptat ca medic, dar o serie de evenimente imprevizibile demască reaua credință a lui Don Antonio si redobândirea reputatiel  doctorului.

## Distribuție
- Vittorio De Sica – Don Antonio Locoratolo
- Marcello Mastroianni – Dr. Francesco Marchetti
- Lorella De Luca – Clamide
- Marisa Merlini – Mafalda
- Gabriella Pallotta – Pasqua
- Virgilio Riento – Umberto
- Alberto Sordi – Corrado
- Carlo Taranto – Scarrafone
- Ilaria Occhini – Rosina
- Riccardo Garrone – brigadierul carabinierilor
- Gino Buzzanca – primarul
- Franco Di Trocchio – Vito